# Hyophila loxorhyncha
Hyophila loxorhyncha är en bladmossart som beskrevs av C. Müller och Johan Ångström 1876. Hyophila loxorhyncha ingår i släktet Hyophila och familjen Pottiaceae. Inga underarter finns listade i Catalogue of Life.